# アンケート
アンケート（仏: enquête）は、ある一定の論題を調べるため大勢の人数に対し同一の質問をすること。英語ではクエスチョネア（questionnaire）という。
本来、アンケートは少数の専門家に対して行う間接調査であったが、最近では調べたい対象に直接問いを投げかける直接調査が主流となっている。

## 概要
アンケートは主に自著式、すなわち質問対象者に直接回答を書いてもらう形式である。過去には対面による会話なども含めていたが、現在は調査研究の方法として、質問紙法をさす場合が多い。2010年以降になると、インターネットを活用した手法も出てきている。アンケートの用法としては、新聞などのジャーナリズムや市場調査に活用されている。
複数の人に対して、同じ質問をすることによって、比較できる意見を集める。さらに回答も定型化することで、意見を明確化するという目的がある。
例えば、政治的な事柄をインタビューすると、人によって理解の仕方や表現が異なり、かつあいまいで細かい比較が難しいのが普通である。しかし定型化した質問と回答選択肢により、回答を比較できるようになる。
また、ちょっとした言い回しによって反応が変化する質問でも、定型化することで、安定した回答が得られるというメリットもある。その特性を生かし、一斉配布やコンピューターによる質問などにも活用されている。
不特定多数への質問だけではなく、専門集団の意見を整理するために使うという形も調査ではよく見られる。例えば、雑誌業界団体が、発行回数や販売方法など多様な雑誌の実態を整理した会員録を作る場合、アンケートによる調査が必要になる。
誰でも簡単に実施できる反面、集計した数字の解釈を誤解せず、正しく理解するには、世論調査や統計学の知識が必要になる場合も多い。調査の経験や目的なども作成上必要となる場合が多い。何を質問して何を知るという計画がないと、分析しても実態を理解出来なくなるからで、アンケートの作成についての専門的知識が重要になる。
また、一部では意図的に結果を操作し、実施者が主張する、あることに対する支持がさも多いように見せかけるアンケートが存在するとの主張も存在する。

## 歴史
- 1790年: アメリカで世界初の人口センサスを実施。
- 1872年: ビルマなどで人口センサス実施（実施主体はイギリス）。
- 19世紀末-20世紀初頭: フランシス・ゴルトンが統計学上の研究を進める。
- 1888年: 磐梯山噴火調査に際し、関谷清景が地域住民らにアンケートを実施する[3]。
- 1896年: 日本の貴族院及び衆議院で「国勢調査ニ関スル建議」が可決。実際の初回調査は1920年。
- 1935年: ギャラップ社が創設。
- 1936年: アメリカ合衆国大統領選挙にて『リテラリー・ダイジェスト』誌が230万人を対象に世論調査を実施。（詳細は世論調査#ギャラップ調査を参照のこと）
- 1946年: 時事通信社が世論調査を実施。